# Liste d'élections en 1945
Chronologie des élections
- 1941
- 1942
- 1943
- 1944
- 1945
- 1946
- 1947
- 1948
- 1949

Cette liste recense les élections organisées durant l'année 1945. Elle inclut les élections législatives et présidentielles nationales dans les États souverains, ainsi que les référendums au niveau national.
L'Europe libérée de nazisme renoue avec les élections multipartites. Les communistes, populaires grâce à leur rôle dans les mouvements de résistance pendant la guerre, obtiennent de bons résultats, tant en Europe de l'Ouest qu'en Europe de l'Est. À Saint-Marin (mars), les communistes sont à la tête du nouveau gouvernement, avec l'appui des socialistes. En France (octobre), le Parti communiste arrive en tête lors des législatives, et participe au gouvernement d'union nationale. Les communistes participent également au gouvernement en Finlande et en Autriche. À l'est, ils obtiennent d'assez bons résultats lors d'élections libres en Bulgarie et en Hongrie, et participent au gouvernement. En Albanie et en Yougoslavie, les élections portent les communistes au pouvoir, en l'absence de réelle opposition.
Au Royaume-Uni (juillet), la victoire inattendue du Parti travailliste de Clement Attlee, face aux conservateurs de Winston Churchill, aboutit à la mise en place d'un État-providence.

## Par mois

### Janvier
| Date             | Pays     | Élections    | Notes                                             | Résultats |
| ---------------- | -------- | ------------ | ------------------------------------------------- | --- |
| 14 et 16 janvier | Salvador | Législatives | Le pays à cette date est une dictature militaire. | Salvador Castaneda Castro (ministre de l'Intérieur sortant) est élu avec officiellement 99,7 % des voix, devant Osmín Aguirre y Salinas (0,2 %) et quatre autres candidats de façade.                  |
| janvier          | Égypte   | Législatives |                                                   | Alternance. Parlement sans majorité. Le Parti institutionnel saadiste (royaliste, libéral, centriste) remporte une majorité relative des sièges. Mahmoud an-Nukrashi Pacha est nommé premier ministre. |

### Février
| Date    | Pays     | Élections    | Notes | Résultats                                                                |
| ------- | -------- | ------------ | ----- | ------------------------------------------------------------------------ |
| février | Colombie | Législatives |       | Le Parti libéral (progressiste) conserve la majorité absolue des sièges. |

### Mars
| Date          | Pays          | Élections    | Notes                                                                         | Résultats |
| ------------- | ------------- | ------------ | ----------------------------------------------------------------------------- | --- |
| 4 mars        | Chili         | Législatives |                                                                               | Parlement sans majorité. Le Parti radical (social-libéral) conserve la majorité relative des sièges aux deux chambres du Parlement. |
| 11 mars       | Saint-Marin   | Législatives |                                                                               | Le Comité de la liberté (alliance du Parti communiste et du Parti socialiste) remporte une majorité absolue des sièges, devant l'Alliance populaire (centriste). Cette élection produit le premier gouvernement à majorité communiste en Europe de l'Ouest. |
| 17 et 18 mars | Finlande      | Législatives |                                                                               | Parlement sans majorité. Le Parti social-démocrate, la Ligue démocratique du peuple finlandais (alliance des communistes et d'autres partis de la gauche radicale) et la Ligue agraire (centre) obtiennent chacun un tiers des sièges. Juho Kusti Paasikivi (Parti de la coalition nationale) demeure premier ministre à la tête d'un large gouvernement de coalition, principalement de gauche. |
| 18 mars       | Liechtenstein | Référendum   | Le référendum propose d'accroître le nombre de sièges au Landtag (parlement). | La proposition est rejetée par 79,2 % des votants. |

### Avril
| Date     | Pays          | Élections    | Notes | Résultats |
| -------- | ------------- | ------------ | ----- | --- |
| 29 avril | Liechtenstein | Législatives |       | Le Parti progressiste des citoyens (droite) conserve sa majorité absolue des sièges, mais maintient son gouvernement d'union nationale avec le seul autre parti au Landtag : l'Union patriotique (centre-droit). Alexander Frick est nommé premier ministre. |

### Mai
| Date   | Pays               | Élections    | Notes | Résultats |
| ------ | ------------------ | ------------ | --- | --- |
| 5 mai  | Panama             | Législatives | Élection d'une assemblée constituante. Les femmes votent pour la première fois lors d'une élection nationale. | Les différents partis libéraux, dont le Parti du renouveau libéral, obtiennent ensemble une majorité absolue des sièges. |
| 19 mai | Sud-Ouest africain | Législatives | Dans ce pays sous mandat sud-africain, seule la minorité blanche a le droit de vote.                          | Le Parti national unifié, qui disposait déjà de la majorité absolue à l'Assemblée législative, remporte tous les sièges. L'administrateur du territoire confère néanmoins deux sièges au Parti national (extrême-droite), battu. |

### Juin
| Date    | Pays    | Élections      | Notes                                                     | Résultats |
| ------- | ------- | -------------- | --------------------------------------------------------- | --- |
| 10 juin | Pérou   | Présidentielle |                                                           | José Luis Bustamante y Rivero (Front national démocratique, gauche) est élu avec 66,9 % des voix. |
| 11 juin | Canada  | Législatives   |                                                           | Le Parti libéral du Canada (centre-gauche) perd sa majorité absolue au Parlement, mais conserve la majorité relative. Des députés « libéraux indépendants » lui fournissent la majorité nécessaire pour gouverner. William Lyon Mackenzie King demeure premier ministre. |
| 14 juin | Irlande | Présidentielle | Le président sortant, Douglas Hyde, ne se représente pas. | Seán T. O'Kelly (Fianna Fáil, centre-droit) est élu avec 55,5 % des voix, devant Seán Mac Eoin (Fine Gael, centre-droit). |

### Juillet
| Date      | Pays        | Élections    | Notes | Résultats |
| --------- | ----------- | ------------ | ----- | --- |
| 5 juillet | Royaume-Uni | Législatives |       | Alternance. Le Parti travailliste (gauche) remporte la majorité absolue des sièges, devant le Parti conservateur de Winston Churchill. C'est la première fois que les travaillistes disposent d'une majorité absolue à la Chambre des communes. Clement Attlee devient premier ministre ; son gouvernement introduit l'État-providence. |

### Août
Il n'y a pas d'élections nationales en août 1945.

### Septembre
| Date               | Pays  | Élections    | Notes | Résultats |
| ------------------ | ----- | ------------ | ----- | --- |
| 10 au 12 septembre | Malte | Législatives |       | Le Parti travailliste (gauche) est le seul parti à présenter des candidats, bien que des candidats sans étiquette prennent également part à l'élection. En conséquence, les travaillistes remportent la quasi-totalité des sièges. |

### Octobre
| Date       | Pays                         | Élections    | Notes | Résultats |
| ---------- | ---------------------------- | ------------ | --- | --- |
| 8 octobre  | Norvège                      | Législatives | | Le Parti travailliste (socialiste) obtient une majorité absolue des sièges. Einar Gerhardsen est premier ministre. |
| 20 octobre | République populaire mongole | Référendum   | Référendum pour une indépendance formelle. La Mongolie est indépendante de facto depuis 1924, quoi que sous l'égide soviétique, mais est revendiquée par la République de Chine. Le référendum vise à obtenir une reconnaissance de l'indépendance mongole par la Chine. | La proposition est approuvée officiellement par 100 % des votants, avec 487 409 voix pour et aucune voix contre. La Chine reconnaît formellement l'indépendance de la Mongolie en janvier 1946. |
| 21 octobre | France                       | Législatives | Premières élections nationales françaises où les femmes aient le droit de vote. | Parlement sans majorité. Le Parti communiste, de Maurice Thorez, remporte une majorité relative des sièges, devançant le Mouvement républicain populaire (centriste, démocrate-chrétien) et la SFIO (socialiste). Charles de Gaulle demeure président du gouvernement, à la tête d'un gouvernement d'union nationale rassemblant notamment ces trois partis. |
| 21 octobre | France                       | Référendum   | Il est proposé aux citoyens que l'Assemblée nationale élue le même jour soit une assemblée constituante. | La proposition est approuvée par 96,4 % des votants, menant à la création de la Quatrième République un an plus tard. |
| 21 octobre | Luxembourg                   | Législatives | | Parlement sans majorité. Le Parti populaire chrétien-social (PCS, centre-droit) manque de peu d'obtenir une majorité absolue des sièges ; il devance notamment le Parti ouvrier socialiste (gauche). Pierre Dupong (PCS), chef du gouvernement en exil durant la période d'occupation nazie, demeure premier ministre.                                       |
| 30 octobre | Danemark                     | Législatives | | Alternance. Parlement sans majorité. Les Sociaux-démocrates conservent leur majorité relative au Parlement, mais perdent le pouvoir. Knud Kristensen, dont le parti Venstre (centre-droit) est arrivé deuxième, parvient à former un gouvernement minoritaire.                                                                                               |

### Novembre
| Date        | Pays                | Élections    | Notes                                                                                        | Résultats |
| ----------- | ------------------- | ------------ | -------------------------------------------------------------------------------------------- | --- |
| 4 novembre  | Royaume de Hongrie  | Législatives |                                                                                              | Le Parti indépendant des petits propriétaires (FKgP, droite) remporte une majorité absolue des sièges, devançant le Parti communiste et le Parti social-démocrate. Zoltán Tildy (FKgP) devient premier ministre, à la tête d'un gouvernement d'union nationale.                                                                              |
| 11 novembre | RFP Yougoslavie     | Législatives |                                                                                              | Le Front populaire de Yougoslavie, alliance de partis anti-fascistes menés par le Parti communiste, remporte la totalité des sièges, face à une opposition minime. |
| 18 novembre | Royaume de Bulgarie | Législatives |                                                                                              | Le Front patriotique, qui rassemble les partis de diverses tendances ayant participé à la résistance sous l'occupation nazie, remporte la quasi-totalité des sièges. Au sein du front, le Parti communiste et l'Union nationale agraire obtiennent le plus de sièges. Kimon Georgiev,du parti Zveno (corporatiste) demeure premier ministre. |
| 18 novembre | Portugal            | Législatives | L'élection est boycottée par les partis d'opposition, qui estiment qu'elle sera frauduleuse. | L'Union nationale (extrême-droite), au pouvoir, parti unique avant 1945, est le seul parti à présenter des candidats, et remporte mécaniquement tous les sièges. António Salazar demeure premier ministre ; le Portugal demeure de facto une dictature (Estado Novo).                                                                        |
| 25 novembre | Autriche            | Législatives |                                                                                              | Le Parti populaire (ÖVP, conservateur) obtient une majorité absolue des sièges. Leopold Figl est nommé chancelier, à la tête d'un gouvernement de coalition avec le Parti socialiste et le Parti communiste. |

### Décembre
| Date       | Pays            | Élections                      | Notes                                                                                            | Résultats |
| ---------- | --------------- | ------------------------------ | ------------------------------------------------------------------------------------------------ | --- |
| 2 décembre | Albanie         | Législatives                   |                                                                                                  | Le Front démocratique d'Albanie, composé presque exclusivement de membres du Parti communiste, remporte la totalité des sièges au Parlement. Il n'y a pas de liste concurrente, malgré la présence de candidats d'opposition sans étiquette dans certaines circonscriptions. Enver Hoxha demeure premier ministre. |
| 2 décembre | Brésil          | Législatives et présidentielle | Ces élections marquent le retour à la démocratie après la période de dictature dite Estado Novo. | Le Parti social démocratique remporte une majorité absolue des sièges aux deux chambres du Parlement. Eurico Gaspar Dutra (Parti social démocratique) est élu président avec 55,4 % des voix. |
| décembre   | Raj britannique | Législatives                   |                                                                                                  | Le parti Congrès national indien (gauche) remporte une majorité absolue des sièges à l'Assemblée législative, permettant à Jawaharlal Nehru de mener un gouvernement de transition vers l'indépendance. La Ligue musulmane, menée par Muhammad Ali Jinnah, remporte toutefois la totalité des sièges réservés à la minorité musulmane, ce qui lui permet d'exiger la création d'un État musulman distinct de l'Inde : le Pakistan. |